# Домакинство
Домакинство е обособена клетка на обществото, най-малката жилищна единица, с която са свързани потреблението, производството, наследството, осигуряването на подслон и отглеждането на деца. Домакинството може да е синоним на семейство, но невинаги. Определението за домакинство зависи от конкретните социално-икономически условия, а също така и от страната.
В икономиката под домакинство се разбира човек или група от хора, които живеят под един покрив, т.е. в едно и също жилище..